# ウナ川
座標: 北緯45度27分00秒 東経16度09分18秒 / 北緯45.45000度 東経16.15500度
ウナ川（セルビア語: Уна, ラテン文字転写: Una）はクロアチアとボスニア・ヘルツェゴビナを流れる河川で、全長は207 km、流域面積は9,368 km2である。ウナ川流域には100万人以上の人が暮らしている。ウナ川はサヴァ川の支流で、クロアチアのストラジェベニツァ山（Stražbenica）の北東斜面に位置するヴレロ・ウネ（Vrelo Une）の名で知られるウナ泉に源を発し、最初の4 kmを流れた所で、ボスニア・ヘルツェゴビナに達する。マルティン・ブロド（Martin Brod）、クレン・ヴァクフ（Kulen Vakuf）などの町村を通り、クロアチア、ボスニア・ヘルツェゴビナ両国の国境を流れて行く。リパチュ（Ripač）近くで蛇行し、ボスニア領内に入るとビハチに入り、西に向かいボサンスカ・クルパ、ボサンスカ・オトカへ向かう。ドブレティン（Dobretin）とヤヴォルニク（Javornik）の村近くで再びクロアチアとボスニア・ヘルツェゴビナの国境を流れて行く。ボサンスキ・ノヴィ（ノヴィ・グラード）、ドヴォル（Dvor）、フルヴァツカ・コスタイニツァ、ボサンスカ・コスタイニツァ、フルヴァツカ・ドゥビツァ、ボサンスカ・ドゥビツァを流れ、ヤセノヴァツ近くでサヴァ川と合流する。ウナ川の主な支流にはウナツ川、サナ川、クロコト川（Klokot）などがある。
ウナ川流域には170を超える薬効のあるハーブが群生し、ウナ・ブルーベル（Una Blue-Bell）と呼ばれる珍しいトルコ石色と緑色をした野草もある。また、28種の魚類も生息し、ウナ川では最大のサケ類のフッヘンも生息する。流域の町はウナ川が世界で最も綺麗な川であると主張しているがそれを証明出来るものはない。ウナ川の名前の由来の伝説に古代ローマ人が最初に訪れた際、"Una Unica Est"と言ったとされウナは唯一であるということから、比類ない綺麗な川と言うことと関連している。毎年、ウナ・レガッタと呼ばれるボートやカヤックによる川下りのイベントが行われる。